# Gonatus antarcticus
Gonatus antarcticus Lönnberg, 1898 è un mollusco cefalopode della famiglia Gonatidae.